# سكوت أير
سكوت أير (بالإنجليزية: Scott Eyre)‏ هو لاعب كرة قاعدة أمريكي، ولد في 30 مايو 1972 في إنغليووود في الولايات المتحدة.

## وصلات خارجية
- سكوت أير على موقع دوري كرة القاعدة الرئيسي (الإنجليزية)
- سكوت أير على موقعبيزبول رفرنس.كوم (الدوري الرئيسي) (الإنجليزية)
- سكوت أير على موقعبيزبول رفرنس.كوم (الدوري الثانوي) (الإنجليزية)
- سكوت أير على موقع إي إس بي إن.كوم (أم.أل.بي) (الإنجليزية)
- سكوت أير على موقع مشجعي الرسوم البيانية (الإنجليزية)